# فيرا ألينتوفا
فيرا ألينتوفا (بالروسية: Вера Валентиновна Алентова)‏ Vera Alentova هي ممثلة سينما ومسرح روسية، من أشهر أدوارها دورها في المسرحية السوفيتية الشهيرة في عام 1980 «موسكو لا تؤمن بالدموع». حصلت على عدة جوائز منها جائزة «فنان الشعب الروسي».

## روابط خارجية
- فيرا ألينتوفا على موقع IMDb (الإنجليزية)
- فيرا ألينتوفا على موقع ألو سيني (الفرنسية)
- فيرا ألينتوفا على موقع ميوزك برينز (الإنجليزية)
- فيرا ألينتوفا على موقع أول موفي (الإنجليزية)
- فيرا ألينتوفا على موقع قاعدة بيانات الأفلام السويدية (السويدية)
- فيرا ألينتوفا على موقع قاعدة بيانات الفيلم (الإنجليزية)
- فيرا ألينتوفا على موقع كينوبويسك (الروسية)